# Robert Docking
Robert Blackwell Docking, född 9 oktober 1925 i Kansas City, Missouri, död 8 oktober 1983 i Arkansas City, Kansas, var en amerikansk demokratisk politiker. Han var den 38:e guvernören i delstaten Kansas 1967–1975. Han var son till George Docking.
Docking studerade vid University of Kansas och deltog i andra världskriget i US Army Air Forces. Innan han år 1966 valdes till guvernör tjänstgjorde han som borgmästare i Arkansas City. Han efterträdde 1967 William Henry Avery som guvernör och efterträddes 1975 av Robert Frederick Bennett.
Presbyterianen och frimuraren Docking avled 1983 i lungemfysem i Arkansas City och gravsattes på Highland Park Cemetery i Kansas City, Kansas.